# Agora – Stiftung für interkulturellen Dialog und Religion
AGORA – Stiftung für interkulturellen Dialog und Religion ist eine selbständige kirchliche Stiftung. Sie wurde im Jahre 2001 errichtet, um die Arbeit des Missionswissenschaftlichen Instituts im missio e. V. (MWI) finanziell zu fördern. Darüber hinaus kann die Stiftung eigenständig Projekte unterstützen. Die Stiftung mit Sitz in Aachen ist eine auf Zustiftungen und Spenden angelegte Gemeinschaftsstiftung.

## Organisation
Die Verwirklichung des Stiftungszwecks erfolgt durch Förderung der Projekte des MWI. Mit den Erträgen aus dem Stiftungskapital und Spenden werden gemäß den satzungsgemäßen Zwecken des MWI wissenschaftliche Arbeiten der katholischen Kirche in Afrika, Asien und Ozeanien unterstützt. Stiftungsorgane sind das Kuratorium und der Vorstand. Beide arbeiten ehrenamtlich. Erster Vorstandsvorsitzender seit der Gründung bis 2024 war Gernot Valk.

## Förderschwerpunkte
Die Organisation fördert wissenschaftliche Projekte der katholischen Kirche in Afrika, Asien und Ozeanien auf den Gebieten des interkulturellen Dialogs und der Religion, dies gilt insbesondere für die Nachwuchsförderung. Hierzu gehören schwerpunktmäßig:
- Forschungsprojekte afrikanischer, asiatischer und pazifischer katholischer Theologen und Philosophen
- Druckkostenzuschüsse für wissenschaftliche Werke zu dem genannten Thema, die in Afrika, Asien oder Ozeanien veröffentlicht werden.
- Einschlägige Konferenzen und die Teilnahme an solchen Konferenzen (Begünstigte können nur Afrikaner, Asiaten und Ozeanier sein)